# 王如璋
王如璋（？—？），是中國清朝江西人，1751年（乾隆十六年）上任台灣鳳山縣萬丹縣丞，是本府經歷，亦同為新港巡檢。